# FC Lokomotíva Košice
El FC Lokomotíva Košice fou un club de futbol eslovac de la ciutat de Košice.

## Història
El club fou fundat l'any 1946. Evolució del nom:
- 1946 ŠK Železničiari Košice
- 1946 ŠK Železničiari Sparta Košice (fusió amb ŠK Sparta Košice)
- 1949 ZSJ Dynamo ČSD Košice (fusió amb Sokol Jednota Dynamo Košice)
- 1952 TJ Lokomotíva Košice
- 1965 TJ Lokomotíva VSŽ Košice (fusió amb TJ VSŽ Košice)
- 1967 TJ Lokomotíva Košice (final de la fusió amb TJ VSŽ Košice)
- 1990 FK Lokomotíva Košice
- 1994 FK Lokomotíva Energogas Košice
- 1999 FK Lokomotíva PČSP Košice
- 2003 FC Lokomotíva Košice

## Palmarès
- Copa txecoslovaca de futbol: 
  - 1977, 1979
- Copa eslovaca de futbol: 
  - 1977, 1979, 1985